# Softnyx
Softnyx (en coreano: 소프트닉스) es una empresa surcoreana dedicada a crear y distribuir videojuegos en línea para ordenador usando el método  pay to win. Fundada el 4 de abril de 2001 por Jinho Kim Escobar, tiene sus oficinas principales en Seúl además de otras en Perú, Bolivia, Filipinas y Turquía.

## Lista de juegos
| Título                           | Año                              | Género                           | Plataforma                       | Región                           | Estado Actual (en Softnyx)       |
| Juegos desarrollados por Softnyx | Juegos desarrollados por Softnyx | Juegos desarrollados por Softnyx | Juegos desarrollados por Softnyx | Juegos desarrollados por Softnyx | Juegos desarrollados por Softnyx |
| -------------------------------- | -------------------------------- | -------------------------------- | -------------------------------- | -------------------------------- | -------------------------------- |
| Fortress Series                  | 2001                             | Desconocido                      | Móviles                          | KR                               | Desactivado                      |
| Hand-Fun BnB                     | 2002                             | Desconocido                      | Móviles                          | KR                               | Desactivado                      |
| GunBound                         | 2004                             | Artillería                       | Windows                          | NA, LA, EU, SEA, KR              | Desactivado                      |
| Magic Punk                       | 2004                             | Puzzle                           | Windows                          | NA                               | Desactivado                      |
| Rakion                           | 2005                             | MMORPG                           | Windows                          | NA, LA, KR, TR                   | Activo                           |
| Wolfteam                         | 2007                             | FPS                              | Windows                          | LA, TR, KR, MENA                 | Activo                           |
| Bingo                            | 2008                             | Puzzle                           | Windows                          | NA                               | Desactivado                      |
| Rakion 2                         | 2014                             | MMORPG                           | Windows                          | KR                               | Cancelado                        |
| Nothing Too Dark                 | 2015                             | MMORPG                           | Windows                          | KR                               | Cancelado                        |
| Juegos licenciados por Softnyx   |                                  |                                  |                                  |                                  |                                  |
| E.D.A                            | 2009                             | MMORPG                           | Windows                          | NA, LA, KR                       | Desactivado                      |
| Mini Fighter                     | 2010                             | Peleas                           | Windows                          | LA                               | Desactivado                      |
| Atlantica Online                 | 2010                             | MMORPG                           | Windows                          | LA                               | Desactivado                      |
| R2Beat                           | 2010                             | Carreras                         | Windows                          | LA                               | Desactivado                      |
| Love Ritmo                       | 2010                             | Ritmo                            | Windows                          | LA                               | Desactivado                      |
| Cabal                            | 2012                             | MMORPG                           | Windows                          | LA                               | Desactivado                      |
| MicroWars                        | 2013                             | TPS                              | Windows                          | LA                               | Desactivado                      |
| Sevencore                        | 2013                             | MMORPG                           | Windows                          | LA                               | Desactivado                      |
| Lost Saga                        | 2014                             | Peleas                           | Windows                          | LA                               | Desactivado                      |
| Operation7                       | 2017                             | FPS                              | Windows                          | LA, US                           | Activo                           |
| New GunBound                     | 2020                             | Artillería                       | Windows                          | LA, SEA                          | Desactivado                      |
| WarenStory                       | 2020                             | MMORPG                           | Windows                          | LA                               | Desactivado                      |

## Softnyx Latinoamérica
En abril del 2005, Softnyx abrió su primera oficina en Lima, Perú, su primera oficina fuera de Corea. En ese momento empezó a operar como Softnyx Latinoamérica y maneja los eventos y servidores para toda la región latinoamericana desde México hasta Chile.

## Lista de juegos de Softnyx Latinoamérica
- Rakion
- Wolfteam
- Operation7 (CBT: 22-26 de diciembre de 2016, Oficial: 15 de enero de 2017)